# خوسيه لويس غوميز
خوسيه لويس غوميز (بالإسبانية: José Luis Gómez)‏ (10 سبتمبر 1993 بسانتياغو ديل استيرو في الأرجنتين - ) هو لاعب كرة قدم أرجنتيني في مركز الدفاع، شارك في الألعاب الأولمبية الصيفية 2016. ولعب مع نادي لانوس.

## مسيرته الكروية
لعب خوسيه لويس غوميز خلال مسيرته الاحترافية مع 3 أندية في ثمانية مواسم وسجل خلالها 4 أهداف ضمن 105 مباراة. ولم يفز بأي موسم بالكأس وفاز في موسمين بالدوري.
خاض خوسيه لويس غوميز مسيرته مع نادي راسينغ في موسم 2013–14 ولمدة موسمين، مشاركًا في 28 مباراة ولم يسجل أي هدف. ثم انتقل إلى نادي سان مارتين دي سان خوان ما بين عامي 2015 و2016 لمدة موسم واحد، حيث شارك في 28 مباراة سجل خلالها 3 أهداف. لينتقل بعدها إلى نادي لانوس في موسم 2016 ليلعب معه خمسة مواسم، مشاركًا في 49 مباراة سجل خلالها هدفًا واحدًا.

## وصلات خارجية
- خوسيه لويس غوميز على موقع قاعدة بيانات كرة القدم.إي يو (الإنجليزية)
- خوسيه لويس غوميز على موقع ناشيونال فوتبول تيمز (الإنجليزية)
- خوسيه لويس غوميز على موقع Soccerway.com (الإنجليزية)
- خوسيه لويس غوميز على موقع عالم كرة القدم.نت (الإنجليزية)
- خوسيه لويس غوميز على موقع أوليمبيديا (الإنجليزية)
- خوسيه لويس غوميز على موقع اللجنة الأولمبية الأرجنتينية (الإسبانية)